# 이은희 (탁구 선수)
이은희(1986년 1월 13일 ~)는 대한민국의 탁구 선수로 단양군청에 소속되어 있다. 2006 카타르 도하 아시안게임에서 혼합복식 은메달을 획득했으며, 2014년 7월 현재까지 국가대표로 선발되며 꾸준히 활약하고 있다.
2013년 국가대표 탁구선수 조언래와 결혼하였다.

## 학력
- 대구봉덕초등학교
- 경일여자중학교
- 경일여자고등학교